# أبينا أوسي أساري
أبينا أوسي أساري هي محاسبة قانونية وسياسية غانية مواليد 16 يناير 1979. عضوة في البرلمان حاليًا عن منطقة أتيوا الشرقية (دائرة برلمان غانا) في المنطقة الشرقية لغانا . شغلت منصب نائب وزير المالية من عام 2017 إلى عام 2025.

## الحياة المبكرة والتعليم
التحقت بمدرسة أشيموتا الابتدائية واستمر تعليمها الثانوي في مدرسة ويسلي الثانوية للبنات - كيب كوست (1995-1997)، درست الفنون العامة مع مواد اختيارية مثل الاقتصاد والجغرافيا والرياضيات الاختيارية.
حصلت لاحقًا على التعليم العالي من جامعة غانا، درست الاقتصاد والجغرافيا وأكملت دراستها في عام 2003. حصلت على درجة البكالوريوس (مع مرتبة الشرف) في الاقتصاد و الجغرافيا من جامعة غانا ودرجة الماجستير من كلية إدارة الأعمال بجامعة غانا في تمويل التنمية.
في عام 2009 أصبحت عضوًا في جمعية المحاسبين القانونيين المعتمدين (ACCA). وامتدت عضويتها إلى معهد المحاسبين القانونيين في غانا (ICAG).
حصلت أيضًا على شهادة في التعامل من ACI (رابطة الأسواق المالية).

## حياة مهنية
تخرجت وحصلت على شهادتها الجامعية الأولى، وأدت خدمتها الوطنية في إطار مبادرة الرئيس الخاصة بشأن المنسوجات والملابس في عهد الرئيس جون أجيكوم كوفور.
بعد ذلك عملت كمساعد مدير في المرافق والتمويل لجامعة نيويورك ، أكرا في غانا في الفترة (2004-2007).
ثم عملت في بنك Absa (بنك باركليز غانا آنذاك)، كقائدة لفريق العملاء في قسم التجزئة (2007-2009) ووكيلة في وزارة الخزانة (2009-12).
عام 2000 أصبحت عضوًا في الحزب الوطني الجديد، وكانت ضمن قائمة هذا الحزب، تنافست فيه على مقعد عضو البرلمان عن الدائرة الانتخابية التي أنشئت حديثًا آنذاك، في أتيوا إيست (المنطقة الشرقية)، خلال الانتخابات البرلمانية لعام 2012.

## سياسة
تنافست مرتان وفازت بالمرة الاولى بمقعد الحزب الوطني الجديد في البرلمان عن دائرة أتيوا الشرقية في المنطقة الشرقية من غانا عام 2012. وفازت في المرة الثانية بالمقعد خلال الانتخابات العامة الغانية عام 2016. كانت المنافسة ضد مرشح آخر وهو أسانتي فوستر من المؤتمر الوطني الديمقراطي.
فازت بالانتخابات بحصولها على 17399 صوتًا من أصل 22486 صوتًا، وهو ما يمثل 77.81 بالمائة من إجمالي الأصوات الصحيحة.
مثلت المنطقة أتيوا الشرقية في البرلمان. عملت منصب عضو في لجنة المالية ولجنة الحسابات العامة ولجنة التوظيف والرعاية الاجتماعية والمؤسسات الحكومية في البرلمان ولعبت دورًا رئيسيًّا في تمرير التشريعات والاتفاقيات بالإضافة إلى استجواب الخاضعين للتدقيق بشأن تقرير المراجع العام السنوي. وكانت أيضًا عضوًا في مجلس إدارة هيئة الخدمة البرلمانية المرموقة (PSB).
عام 2017، أصبحت أبينا أصغر امرأة يتم تعيينها على الإطلاق في وزارة المالية والتخطيط الاقتصادي نائبة وزير بعمر 38 عام.
وفيما يتعلق بالحوكمة المؤسسية، مثلت وزارة المالية كمديرة في المجالس التالية في غانا: بنك الأفريقي للتنمية وهيئة التأمين الاجتماعي الوطنية في وهيئة التأمين الصحي الوطنية في وهيئة تطوير صناعة الألومنيوم.

## الحياة الشخصية
هي مسيحية تشارك في الكنيسة المشيخية. متزوجة ولديها ثلاثة أطفال.تدير منظمة غير حكومية، مؤسسة واتربروك التي تدعم الطلاب المتميزين ولكن المحتاجين في تعليمهم.